# Priocnemis bellieri
Priocnemis bellieri is een vliesvleugelig insect uit de familie van de spinnendoders (Pompilidae). De wetenschappelijke naam van de soort is voor het eerst geldig gepubliceerd in 1860 door Sichel.